# Дуб Собеского
Дуб Собеского (пол. Dąb Sobieskiego) — более чем 400-летний экземпляр дуба черешчатого (Quercus robur L.), расположенный в природном заповеднике Ленжчок в административных границах Рацибужа. Это самое толстое и старое дерево в Рацибуже, заповеднике Ленжчок, а также одно из трёх старейших и самых впечатляющих деревьев в ландшафтном парке под названием «Цистерцианские ландшафтные композиции Руд Вельких». Решением Президиума Воеводского Народного Совета в Ополе от 14 апреля 1967 года признан памятником природы. Окружён небольшим деревянным забором.

## Характеристика
Толстое корневище дерева разветвляется на два основных ствола на высоте 3,5 м. Раньше был третий ствол, который, скорее всего, сломал ветер. До сих пор в дереве осталась большая щель от того пня. Окружность дерева, измеренная на уровне земли, составляет чуть более 850 см, а окружность дуба на высоте 1,3 м — 690 см, его высота — 33 м. Значительные размеры и возраст (более 400 лет) делают дуб самым толстым и старым деревом в Рацибуже, заповеднике Ленжчок, а также одним из трёх старейших и самых впечатляющих деревьев в ландшафтном парке «Цистерцианские ландшафтные композиции Руд Вельких».

## Расположение
Дуб произрастает в природном заповеднике Ленжчок, на аллее вдоль дамбы, разделяющей пруды Грабовец и Бжезиняк, называемой Аллеей Гусарии Польской. Это уникальная природная аллея, где выделяется дуб Собеского. Через него проходит Маршрут гусарии польской — красный туристический маршрут, соединяющий города, через которые в 1683 году маршировали войска под предводительством Яна III Собеского на выручку Вене. Он также является границей между Рацибужем и гминой Нендза — дуб расположен на её южной стороне в пределах административных границ Рацибужа. Рядом с дубом находится историческая охотничья усадьба XVIII века и деревянный крест в память о лесном стороже, убитом браконьером.

## Название и легенды
Своё название дуб получил от легенды, согласно которой дерево было посажено в память о пребывании короля Яна III Собеского в этих местах во время его похода на помощь Вене в 1683 году. Эту традицию подкрепил Анджей Чудек в своих публикациях межвоенного периода, считая её вполне вероятной. Однако известно, что это неправда, поскольку в 1683 году дереву было уже около 100 лет. Вероятнее всего, его посадили цистерцианцы, которые использовали деревья, в основном дубы, для обустройства путей сообщения и набережных прудов. В свою очередь, в своей публикации «Osobliwości przyrodnicze Raciborza», опубликованной в 2001 году, Ян Дуда пишет о легенде, согласно которой король остановился под дубом по пути в Вену. Дуб вписывается в традицию деревьев Собеского, известных в Верхней Силезии.

## Правовая охрана и меры по сохранению

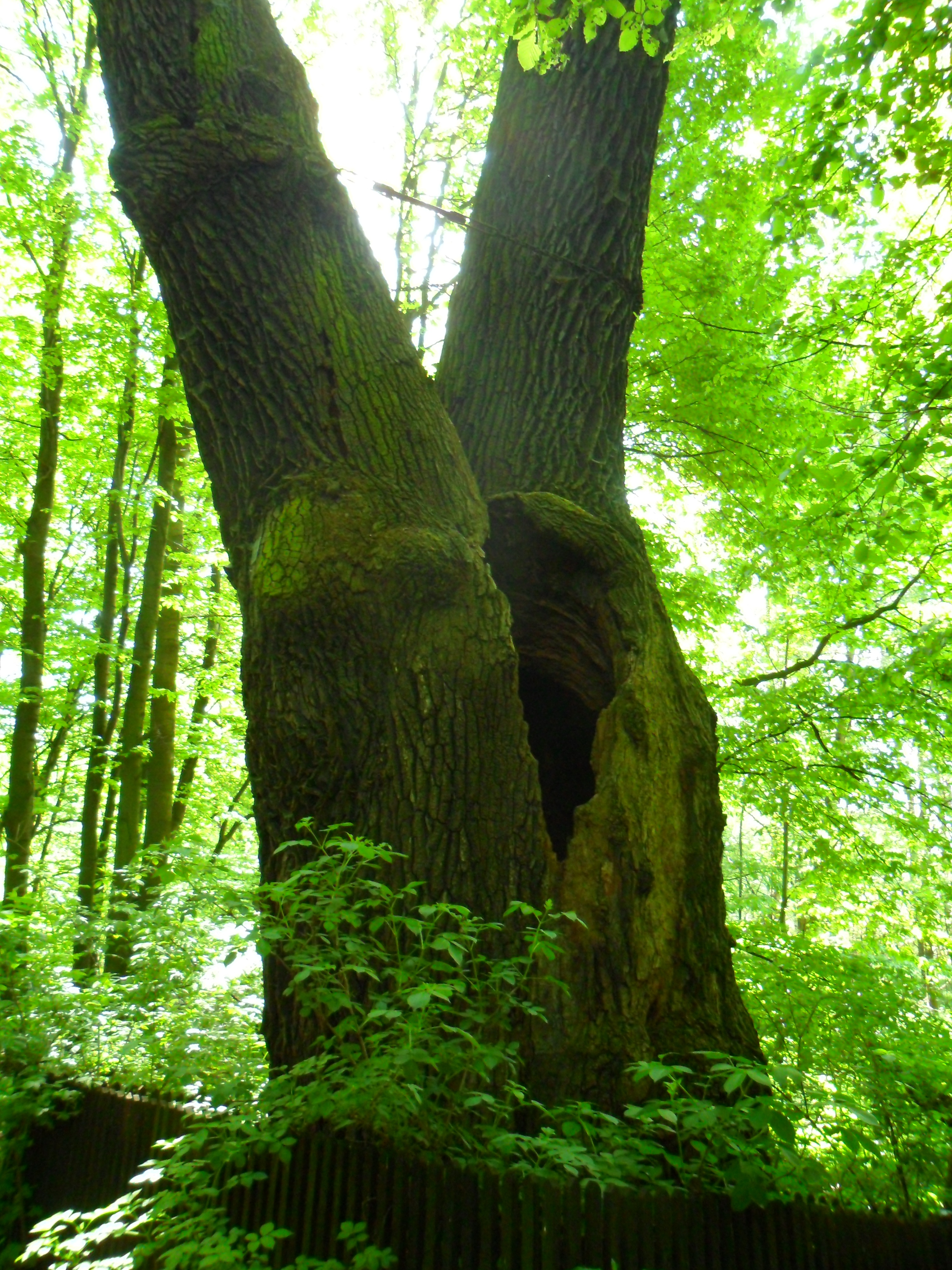
Отверстие в дереве

В 1922 году вся территория Ленжчока, которая в то время находилась в пределах границ Германии, была взята под юридическую защиту. После Второй мировой войны поляки также решили взять под охрану эту территорию, создав в 1957 году природный заповедник. Спустя десять лет решением Президиума Воеводского Народного Совета в Ополе от 14 апреля 1967 года дерево было взято под индивидуальную охрану и объявлено памятником природы. Повторное решение о признании дерева памятником природы было также вынесено силезским воеводой постановлением от 9 марта 2006 года.
В 1970-х годах лесник из Нендзы Францишек Полачек по собственной инициативе заделал бетоном щель, оставшуюся от третьего ствола. Однако, как оказалось, это стало причиной более быстрого развития гнили ствола. Около 2000 года пломба начала заметно разрушаться, пока летом 2002 года она окончательно не разрушилась, обнажив отверстие диаметром один метр. Также в 1970-х годах два ствола дерева были опоясаны металлической цепью на высоте 10 м, что предохраняло их от поломки. Однако использование металлической цепи приводит к тому, что два главных ствола дуба отмирают из-за давления камбия. В ходе последующих обработок была удалена значительная часть нижних ветвей, изменив тем самым форму дерева, которое теперь лишено ветвей на значительной высоте. В 1993—1994 годах консервационные работы на старых дубах в Ленжчоке проводил специалист по уходу и защите деревьев Стефан Киселевский. В 1998 году сотрудники Института хирургии и ухода за деревьями Петра Каминьского из города Жоры провели полный комплекс работ по обрезке кроны дуба, сняли металлические колпаки с мест обрезки ветвей и очистили глубокие полости. Так как металлическая цепь на высоте 10 м не обеспечивала полной защиты, на высоте 20 м была также установлена эластичная лента прочностью до 8 тонн.